# Liste der belgischen Abgeordneten zum EU-Parlament (1989–1994)
Die Liste der belgischen Abgeordneten zum EU-Parlament (1989–1994) listet alle belgischen Mitglieder des 3. Europäischen Parlaments nach der Europawahl in Belgien 1989.

## Mandatsstärke der Parteien
- Grüne: 3
- SOC/SPE: 8
- RBW: 1
- LDR: 4
- EVP/
EVP-ED: 7
- DR: 1

| Nationale Partei                                                                    | Mandate | Fraktion |
| ----------------------------------------------------------------------------------- | ------- | --- |
| Parti Socialiste (PS)                                                               | 6       | Sozialistische Fraktion (SOC)Fraktion der Sozialdemokratischen Partei Europas (SPE) (ab 21. April 1993)                             |
| Socialistische Partij (SP)                                                          | 2       | Sozialistische Fraktion (SOC)Fraktion der Sozialdemokratischen Partei Europas (SPE) (ab 21. April 1993)                             |
| Christelijke Volkspartij (CVP)                                                      | 5       | Fraktion der Europäischen Volkspartei (EVP)Fraktion der Europäischen Volkspartei und europäischer Demokraten (EVP-ED) (ab Mai 1992) |
| Christlich Soziale Partei (CSP)                                                     | 2       | Fraktion der Europäischen Volkspartei (EVP)Fraktion der Europäischen Volkspartei und europäischer Demokraten (EVP-ED) (ab Mai 1992) |
| Parti Réformateur Libéral (PRL)                                                     | 2       | Liberale und Demokratische Reformfraktion (LDR)                                                                                     |
| Partij voor Vrijheid en Vooruitgang- 000Parti de la Liberté et du Progrès (PVV-PLP) | 2       | Liberale und Demokratische Reformfraktion (LDR)                                                                                     |
| Ecolo                                                                               | 2       | Fraktion Die Grünen im Europäischen Parlament (Grüne)                                                                               |
| Anders Gaan Leven (Agalev)                                                          | 1       | Fraktion Die Grünen im Europäischen Parlament (Grüne)                                                                               |
| Volksunie (VU)                                                                      | 1       | Regenbogenfraktion (RBW) |
| Vlaams Blok (VB)                                                                    | 1       | Technische Fraktion der Europäischen Rechten (DR)                                                                                   |
| Summe                                                                               | 24      | |

## Abgeordnete
| Bild | Lebens- daten               | Name      | von               | bis               | Partei  | Fraktion   | Anmerkungen                               |
| ---- | --------------------------- | --------- | ----------------- | ----------------- | ------- | ---------- | ----------------------------------------- |
|      | Anne André-Léonard          | 1948      | 17. Dezember 1991 | 18. Juli 1994     | PRL     | LDR        | Nachgerückt für François-Xavier de Donnea |
|      | Willy De Clercq             | 1927–2011 | 25. Juli 1989     | 18. Juli 1994     | PVV-PLP | LDR        |                                           |
|      | François-Xavier de Donnea   | 1941      | 25. Juli 1989     | 16. Dezember 1991 | PRL     | LDR        | Nachrücker: Anne André-Léonard            |
|      | Karel De Gucht              | 1954      | 25. Juli 1989     | 18. Juli 1994     | PVV-PLP | LDR        |                                           |
|      | Jean Defraigne              | 1929–2016 | 25. Juli 1989     | 18. Juli 1994     | PRL     | LDR        |                                           |
|      | Claude Delcroix             | 1931–2019 | 25. Juli 1989     | 18. Juli 1994     | PS      | SOC/SPE    |                                           |
|      | Gérard Deprez               | 1943      | 25. Juli 1989     | 18. Juli 1994     | CSP     | EVP/EVP-ED |                                           |
|      | Claude Desama               | 1942      | 25. Juli 1989     | 18. Juli 1994     | PS      | SOC/SPE    |                                           |
|      | Elio Di Rupo                | 1951      | 25. Juli 1989     | 18. Juli 1994     | PS      | SOC/SPE    |                                           |
|      | Karel Dillen                | 1925–2007 | 25. Juli 1989     | 18. Juli 1994     | VB      | DR         |                                           |
|      | Raymonde Dury               | 1947      | 25. Juli 1989     | 18. Juli 1994     | PS      | SOC/SPE    |                                           |
|      | Brigitte Ernst de la Graete | 1957      | 25. Juli 1989     | 18. Juli 1994     | Ecolo   | Grüne      |                                           |
|      | Marc Galle                  | 1930–2007 | 25. Juli 1989     | 18. Juli 1994     | SP      | SOC/SPE    |                                           |
|      | Ernest Glinne               | 1931–2009 | 25. Juli 1989     | 18. Juli 1994     | PS      | SOC/SPE    |                                           |
|      | José Happart                | 1947      | 25. Juli 1989     | 18. Juli 1994     | PS      | SOC/SPE    |                                           |
|      | Fernand Herman              | 1932–2005 | 25. Juli 1989     | 18. Juli 1994     | CSP     | EVP/EVP-ED |                                           |
|      | An Hermans                  | 1944      | 25. Juli 1989     | 18. Juli 1994     | CVP     | EVP/EVP-ED |                                           |
|      | Paul Lannoye                | 1939–2021 | 25. Juli 1989     | 18. Juli 1994     | Ecolo   | Grüne      |                                           |
|      | Pol Marck                   | 1930–2017 | 25. Juli 1989     | 18. Juli 1994     | CVP     | EVP/EVP-ED |                                           |
|      | Karel Pinxten               | 1952      | 25. Juli 1989     | 18. Juli 1994     | CVP     | EVP/EVP-ED |                                           |
|      | Paul Staes                  | 1945–2024 | 25. Juli 1989     | 18. Juli 1994     | Agalev  | Grüne      |                                           |
|      | Marianne Thyssen            | 1956      | 25. Juli 1989     | 18. Juli 1994     | CVP     | EVP/EVP-ED |                                           |
|      | Leo Tindemans               | 1922–2014 | 25. Juli 1989     | 18. Juli 1994     | CVP     | EVP/EVP-ED |                                           |
|      | Marijke Van Hemeldonck      | 1931      | 25. Juli 1989     | 18. Juli 1994     | SP      | SOC/SPE    |                                           |
|      | Jaak Vandemeulebroucke      | 1943      | 25. Juli 1989     | 18. Juli 1994     | VU      | RBW        |                                           |